# إدوارد باترورث
إدوارد باترورث هو سياسي أمريكي، ولد في 14 أغسطس 1908 في لين في الولايات المتحدة، وتوفي في 7 سبتمبر 1984 في بورلينغتون في الولايات المتحدة. نشط حزبياً في الحزب الجمهوري. وقد انتخب عضو مجلس نواب ماساتشوستس ‏.